# David Weiss
David Weiss (New York, 21 oktober 1964) is een Amerikaanse jazz-trompettist, bandleider, componist en arrangeur. Hij is de oprichter van The New Jazz Composers Octet.

## Biografie
Weiss studeerde aan North Texas State University. Terug in New York speelde hij met Jaki Byard, Frank Foster en Jimmy Heath. Hij studeerde bij de trompettisten Tommy Turrentine en Bill Hardman en volgde Barry Harris' workhops in diens Jazz Cultural Center, waar hij in after hour- sessies speelde met musici als Stephen Scott, Winard Harper, Leon Parker, Sam Newsome, Justin Robinson, Rodney Kendrick, Roy Hargrove, Clifford Jordan, Mulgrew Miller, Jeff Watts, Terence Blanchard, Benny Green en Billy Hart.
In 1990 begon Weiss een groep met tenorsaxofonist Craig Handy, een band met wisselende bezettingen (Benny Green, Stephen Scott of Dave Kikoski op piano, Christian McBride op bas en Billy Hart of Jeff Watts op drums). Weiss hielp Handy met de muziek voor The Cosby Mysteries, zo arrangeerde hij de titelmuziek. Hierna ging hij tevens arrangeren voor andere musici, zoals Abbey Lincoln, Freddie Hubbard en Antonio Hart. Hij arrangeerde Haunted Melodies, een album gewijd aan Rahsaan Roland Kirk en was tevens betrokken bij 'tribute'-concerten in Birdland, gewijd aan de muziek van Freddie Hubbard, Booker Little en Lee Morgan.
In 1996 richtte Weiss The New Jazz Composers Octet op, een groep die nieuwe jazz wil spelen. Dankzij zijn composities voor dit octet kreeg Weiss verschillende beurzen, onder andere van Chamber Music America.
In 2002 kwam Weiss' eerste plaat onder eigen naam uit, Breathing Room, gemaakt met Craig Handy, Xavier Davis, Dwayne Burno, Marcus Strickland en E. J. Strickland. Davis en Burno spelen ook in The New Jazz Composers Octet.

## Discografie

### Als leider
- Breathing Room (Fresh Sound, 2002)
- The Mirror (Fresh Sound, 2004)
- When Words Fail (Motéma, 2014)

met The New Jazz Composers Octet
- First Steps into Realty (Fresh Sound, 1998)
- New Colors, Freddie Hubbard (Hip Bop, 2001)
- Walkin' the Line (Fresh Sound, 2003)
- On the Real Side, Freddie Hubbard (Times Square, 2008)
- The Turning Gate (Motéma, 2008)

met Point of Departure
- Snuck In (Sunnyside, 2010)
- Snuck Out (Sunnyside, 2011)
- Venture Inward (opgenomen in 2008; Posi-Tone, 2013)
- Wake Up Call (Ropeadope Records, 2017)

met Endangered Species
- The Music of Wayne Shorter (Live at Dizzy's Club Coca-Cola) (2013)

### Als 'sideman'
met Tim Hagans & Marcus Printup
- Hubsongs – The Music of Freddie Hubbard (Blue Note, 1998) (alleen arrangementen)

met The Cookers
- Cast the First Stone (Plus Lion, 2010)
- Warriors (Jazz Legacy, 2011)
- Time and Time Again (Motéma, 2014)
- The Call of the Wild and Peaceful Heart (Smoke Sessions, 2016)